# Waylon (Sänger)
Waylon (* 20. April 1980 als Willem Bijkerk in Apeldoorn) ist ein niederländischer Sänger.
Er hat die Niederlande als Solokünstler beim Eurovision Song Contest 2018 in Lissabon vertreten und erreichte den 18. Platz. 2014 nahm er bereits zusammen mit der Sängerin Ilse DeLange als The Common Linnets an diesem Musikwettbewerb teil und erreichte den zweiten Platz.
Er wählte den Künstlernamen Waylon, weil der US-amerikanische Countrysänger Waylon Jennings eines seiner Vorbilder ist.

## Karriere
2008 beteiligte er sich an der niederländischen Fernsehshow Hollands Got Talent. Bei seiner Audition beeindruckte er mit seiner Interpretation des Songs It’s A Man’s World von James Brown und Betty Jean Newsome. Die Jury war sehr begeistert und gab ihm einen Platz im Finale, wo er letztendlich den zweiten Platz belegte.
Sein erster Song Wicked Way wurde am 7. August 2009 veröffentlicht, später im August erschien das gleichnamige Album Wicked Ways.
Im April 2010 gewann er seinen ersten Award, einen 3FM Award in der Kategorie „Best Newcomer“.

## Diskografie

### Alben
- 2009: Wicked Ways
- 2011: After All
- 2014: Heaven After Midnight
- 2016: Seeds
- 2018: The World Can Wait

### Singles
- 2009: Wicked Way
- 2010: Hey
- 2010: Happy Song
- 2010: Nothing to Lose
- 2011: The Escapist
- 2012: Lose It
- 2012: Lucky Night
- 2014: Grasping Song
- 2014: Giving Up Easy
- 2014: Love Drunk
- 2016: Mis je zo graag
- 2016: Our Song
- 2018: Outlaw in ’Em